# Sphaerodactylus callocricus
Sphaerodactylus callocricus е вид влечуго от семейство Sphaerodactylidae. Видът е уязвим и сериозно застрашен от изчезване.

## Разпространение и местообитание
Разпространен е в Доминиканска република.
Обитава градски и гористи местности, пещери, крайбрежия и плажове.